# Calkin-Gletscher
Der Calkin-Gletscher ist ein Gletscher im ostantarktischen Viktorialand. In den Kukri Hills fließt er in nördlicher Richtung zum unteren Ende des Taylor-Gletschers.
Teilnehmer der britischen Terra-Nova-Expedition (1910–1913) unter der Leitung des Polarforschers Robert Falcon Scott kartierten ihn. Das Advisory Committee on Antarctic Names benannte ihn 1964 nach dem US-amerikanischen Geologen Parker Emerson Calkin (1933–2017) von der Tufts University, der im Rahmen des United States Antarctic Research Program zwischen 1960 und 1962 in zwei Sommerkampagnen Untersuchungen im Gebiet des Gletschers durchführte.